# Conterati
Col nome di conterati (dal gr. konteratoi o kontaratoi) nelle armate bizantine si designavano genericamente i lancieri, cioè cavalieri o fanti armati del kontos, la lancia. Successivamente si utilizzò questo termine per indicare quel settore della fanteria bizantina costituito da uomini reclutati nell'esercito e forniti di elmo, scudo e lancia.

## La rivolta dei conterati (1038-1039)
Nell'Italia bizantina dell'XI secolo i catapani disponevano di truppe regolari arruolate nelle vari parti dell'Impero (tagmata), rinforzate di milizie arruolate nei themata locali. “Il reclutamento di tali truppe era basato sulla strateia: secondo questo meccanismo, in cambio di terre da parte dello stato, i proprietari s'impegnavano a fornire il servizio militare. Nell'XI secolo, però, la strateia divenne una mera tassa e questa fiscalizzazione alimentò il ricorso sempre più ampio alle truppe mercenarie”. 
Truppe pugliesi di conterati parteciparono alla spedizione siciliana di Giorgio Maniace (1038), ma ammutinatisi fecero ritorno in patria e si sollevarono contro il catapano Niceforo Dokeianos, uccidendo a Mottola un funzionario imperiale. L'anno seguente l'imperatore di Bisanzio Michele IV Paflagonio inviò in Puglia Argiro con l'incarico di ristabilire l'ordine: le milizie furono sciolte e due loro capi, Musando e Giovanni di Ostuni furono catturati a Bari e giustiziati.